# دانشگاه هرتسن
دانشگاه هرتسن، یا به طور رسمی دانشگاه دولتی تربیت معلم روسیه مشهور به نام آ. ا. هرتسن (به روسی: Российский государственный педагогический университет имени А. И. Герцена)، دانشگاهی در سن پترزبورگ، روسیه است. این دانشگاه قبلاً با نام انستیتوی دولتی تربیت معلم لنینگراد شناخته می‌شد.
این دانشگاه یکی از بزرگترین دانشگاه‌های روسیه است که با داشتن ۲۰ دانشکده و بیش از ۱۰۰ گروه آموزشی فعالیت می‌کند. در ساختار آن، انستیتوی دوره‌های پیش‌دانشگاهی، انستیتوی توسعه حرفه‌ای مداوم و مرکز تحقیقات آموزشی نیز گنجانده شده‌اند. این دانشگاه به افتخار نویسنده و فیلسوف روس، الکساندر هرتسن، نامگذاری شده است.

## پیشینه
این دانشگاه تاریخ تأسیس خود را به ۱۳ مه [۲ مه در تقویم قدیم] ۱۷۹۷ برمی‌گرداند، زمانی که امپراتور پاول اول روسیه به یتیم‌خانه سن پترزبورگ که توسط ایوان بتسکوی تأسیس شده بود، وضعیت مستقل اعطا کرد و آن را تحت حمایت ملکه ماریا فئودوروونا قرار داد. خانه کودکان بی‌سرپرست امپراتوری در نهایت به دانشگاه تربیت معلم مدرن تبدیل شد. ایده‌های انسان‌دوستانه بتسکوی، اصول اساسی این خانه کودکان بی‌سرپرست را تشکیل می‌داد.
خانه کودکان بی‌سرپرست امپراتوری به عنوان یک موسسه آموزشی که ایده‌های مترقی تربیت بر پایه خیریه و حمایت را دنبال می‌کرد، توسعه یافت. این موسسه عمدتاً کودکان فقیر و محروم را می‌پرفت: یتیمان بی‌سرپرست، کودکان معلول و کودکان حاصل از ازدواج‌های ناموفق.
در سال ۱۸۳۷، "انستیتوی کودکان بی‌سرپرست زنان" بر اساس کلاس‌های عالی‌تر این خانه تأسیس شد. پس از سال ۱۸۸۵، به خانه کودکان بی‌سرپرست نیکلاس نام گرفت. در سال ۱۸۰۶، یک کالج برای ناشنوایان تأسیس شد که اولین موسسه آموزشی برای کودکان معلول در روسیه بود.
در سال ۱۸۶۴، یک سمینار تربیت معلم برای دانشجویان روستایی ایجاد شد که قرار بود معلمان مدارس و کالج‌های دولتی شوند. چهار سال بعد، یک کالج زنانه تأسیس شد که تخصص‌های پرستار، معلم مدرسه روستایی و کودکان مهدکودک را اعطا می‌کرد. این امر پایه و اساس آموزش پیش‌دبستانی روسیه را بنا نهاد. در این سال‌ها، مهدکودک‌ها در منطقه خانه کودکان بی‌سرپرست تأسیس شدند. فارغ‌التحصیلان این خانه در موسسات جدید کودکان مشغول به کار شدند. در بخش مارینینسکی، که یک خانه کودکان بی‌سرپرست سازماندهی شده بود، مربیانی مانند میخائیل چیستیاکوف (سردبیر "مجله کودکان" و نویسنده کتاب‌های کودکان) و واسیلی زولوتوف (از طرفداران "روش صحیح" آموزش خواندن و نوشتن و نویسنده کتاب‌های درسی برای کالج‌های دولتی) کار می‌کردند.
در سال ۱۹۱۸، فرآیند ادغام بخش مارینینسکی و موسسات مرتبط با خانه کودکان بی‌سرپرست آغاز شد. در همان سال، دانشگاه تربیت معلم زنان به اولین انستیتوی تربیت معلم تغییر نام داد. بر اساس هیئت معلمان، دومین انستیتوی تربیت معلم تأسیس شد. در ۱۷ اکتبر ۱۹۱۸، سومین انستیتوی تربیت معلم ایجاد شد. در سال ۱۹۱۸، موسسات مرتبط با خانه کودکان بی‌سرپرست به انستیتوی آموزش پیش‌دبستانی و انستیتوی آموزش اجتماعی سازماندهی مجدد شدند. در فاصله سال‌های ۱۹۲۲ تا ۱۹۲۵، دانشگاه‌های تربیت معلم اول، دوم و سوم، انستیتوی آموزش پیش‌دبستانی، انستیتوی آموزش اجتماعی و انستیتوی روان‌عصب‌شناسی ادغام شدند. موسسه متحد شده انستیتوی دولتی تربیت معلم هرتسن لنینگراد نام گرفت.
پس از حمله روسیه به اوکراین در سال ۲۰۲۲، دانشگاه کراکوف در لهستان، دانشگاه فرایبورگ در آلمان و کنسرسیوم دانشگاهی بین‌المللی "دانشگاه قطب شمال" همکاری خود را با این دانشگاه به حالت تعلیق درآوردند.

## کارکنان و فارغ‌التحصیلان برجسته
- بوریس آنانیف، روانشناس
- آلکساندرا آنتونووا (۲۰۱۴-۱۹۳۲)، معلم و نویسنده
- الکساندر کوشنر، شاعر (فارغ‌التحصیل از دانشگاه)
- رایسا ال. برگ، ژنتیک‌دان
- کنستانتین بایکوف، فیزیولوژیست
- نینا دیاکونووا، مورخ ادبیات انگلیسی
- افیم اتکین، مورخ ادبیات روسی و غربی
- الکساندر فرسمن، زمین‌شناس
- گریگوری فیشتن‌هولتس، ریاضیدان
- الکساندر گینزبرگ، زمین‌شناس
- بوریس گرکوف، مورخ
- ایگور ایوانوف، مربی
- اورست خولسون، فیزیک‌دان
- نیکولای کنیپوویچ، جانورشناس
- ولادیمیر کوماروف، گیاه‌شناس (که بعدها رئیس آکادمی علوم روسیه شد)
- ایگور کون، جامعه‌شناس و سکسولوژیست
- ایگور کورچاتوف، فیزیک‌دان
- سولومون میخیلین، ریاضیدان
- لئون اوربلی، فیزیولوژیست
- الکسی پاریگین، هنرمند و نظریه‌پرداز هنر
- بوریس پاریگین، روانشناس اجتماعی
- آلبرت پینکویچ، مربی
- سرگئی روبینشتاین، روانشناس
- ونیامین سیمیونوف-تیان-شانسکی، جغرافیدان
- یولی شوکالسکی، جغرافیدان
- فیودور اسکازکین، گیاه‌شناس
- ویکتور سوچاوا، جغرافیدان
- ویکتور سوروکا-روسینسکی، مربی
- واسیلی استروو، مورخ
- الکساندر ولودین، زبان‌شناس
- اوکتیابریونا وورونووا (۱۹۹۰-۱۹۳۴)، شاعر
- لو ویگوتسکی، روانشناس
- یوگنی تارله، مورخ
- تونگلون سیسولیت، رئیس جمهور لائوس